# Klaus Maria Brandauer
 (décembre 2008).
Si vous disposez d'ouvrages ou d'articles de référence ou si vous connaissez des sites web de qualité traitant du thème abordé ici, merci de compléter l'article en donnant les références utiles à sa vérifiabilité et en les liant à la section « Notes et références ».
Klaus Maria Brandauer, né le 22 juin 1943 à Bad Aussee (aujourd'hui en Autriche, mais à l'époque dans le Reich allemand  du fait de l'Anschluss), est un acteur, metteur en scène et réalisateur autrichien.

## Biographie
Après l'obtention de son Abitur en 1962, Klaus Maria Brandauer a commencé des études à l'école supérieure de musique et d'arts appliqués de Stuttgart — mais a arrêté après deux semestres. En 1963, il débute au théâtre de Tübingen dans la comédie de Shakespeare Mesure pour Mesure (Measure for measure) où il interprète le rôle de Claudio. Puis il est engagé au Theater in der Josefstadt de Vienne. Il se fait alors connaître par sa participation à la mise en scène de Fritz Kortner (Emilia Galotti), (Theater in der Josefstadt 1970).
Depuis 1972, Brandauer fait partie de la troupe du Burgtheater de Vienne dont il est aussi le metteur en scène.
En 1983, il incarne le méchant Maximilian Largo numéro 2 du SPECTRE face à James Bond dans Jamais plus jamais aux côtés de Sean Connery, Kim Basinger et Barbara Carrera.
Avec Arnold Schwarzenegger et Christoph Waltz, Brandauer est un des rares Autrichiens à s'être fait un nom à Hollywood. Il fut nommé aux Oscars pour le rôle du baron Bror von Blixen-Finecke dans Out of Africa.
En 1987, il est président du jury du 37e Festival international du film de Berlin.
En 1989, il interprète Georges Jacques Danton dans le film en deux parties La Révolution française. Le film réunit une distribution internationale avec notamment l'américaine Jane Seymour et le français François Cluzet. La même année il est membre du jury du 46e Festival international du film de Venise.
Klaus Maria Brandauer est, depuis 1992, veuf de la metteuse en scène et scénariste Karin Brandauer.
En 1999, il incarne le personnage de Rembrandt dans un film réalisé par Charles Matton.
Brandauer enseigne au Max-Reinhardt-Seminar à Vienne. Il vit aujourd'hui à Bad Aussee, Vienne et New York.
Parlant couramment cinq langues, allemand, anglais, français, hongrois et italien, il joua dans ces différentes langues selon la pièce de théâtre à interpréter.

## Filmographie

### Acteur de cinéma
- 1972 : Notre agent à Salzbourg (The Salzburg Connection) de Lee H. Katzin : Johann Kronsteiner
- 1979 : Un dimanche en octobre (Októberi vasárnap) d'András Kovács : Hoffmann
- 1981 : Méphisto d'István Szabó : Hendrik Höfgen
- 1983 : Jamais plus jamais (Never Say Never Again) d'Irvin Kershner : Maximilian Largo
- 1983 : Le Jardin d'enfant (ru) (Детский сад) de Ievgueni Ievtouchenko : l'officier allemand
- 1985 : Colonel Redl (Oberst Redl) d'István Szabó : Alfred Redl
- 1985 : Le Bateau phare (The Lightship) de Jerzy Skolimowski : Le capitaine Miller
- 1985 : Out of Africa de Sydney Pollack : Baron Bror Blixen/Baron Hans Blixen
- 1988 : Hanussen d'István Szabó : Erik Jan Hanussen
- 1988 : Brûlant Secret (Burning Secret) d'Andrew Birkin : Le Baron
- 1989 : La Révolution française de Robert Enrico et Richard T. Heffron : Georges Jacques Danton
- 1989 : Georg Elser – Einer aus Deutschland de Klaus Maria Brandauer : Georg Elser
- 1989 : La Toile d'araignée (Das Spinnennetz) de Bernhard Wicki : Benjamin Lenz
- 1990 : La Maison Russie (The Russia House) de Fred Schepisi : Yakov Saveleïev
- 1991 : Croc Blanc (White Fang) de Randal Kleiser : Alexander Larsen
- 1991 : Devenir Colette (Becoming Colette) de Danny Huston : Willy
- 1994 : Mario et le Magicien (Mario und der Zauberer) de Klaus Maria Brandauer : Cipolla
- 1997 : Balkan Island: The Last Story of the Century de Lordan Zafranović
- 1999 : Rembrandt de Charles Matton : Rembrandt
- 2000 : Dykaren d'Erik Gustavson
- 2001 : Vercingétorix : La Légende du druide roi de Jacques Dorfmann : Jules César
- 2002 : Cœurs inconnus (Cuori estranei) d'Edoardo Ponti : Alexander Bauer
- 2009 : Tetro de Francis Ford Coppola : Carlo
- 2012 : Der Fall Wilhelm Reich d'Antonin Svoboda : Wilhelm Reich
- 2020 : Zárójelentés (hu) d'István Szabó : professeur Stephanus

### Acteur de télévision
- 1975 : Derrick (série télévisée) : Erich Forster
- 1978 : Jean-Christophe : Jean-Christophe
- 1982 : La quinta donna : Zoltan Halmy
- 1985 : Quo Vadis? : Nero
- 1998 : Jeremie : Roi Nebuchadnezzar (Nabuchodonosor)
- 1998 : Speer : Albert Speer
- 1999 : Dorothy Dandridge : Otto Preminger
- 2003 : Daddy (Entrusted) : Dr. Lämmle
- 2003 : Die Entführung aus dem Serail : Bassa Selim
- 2006 : Prince Rodolphe : l'héritier de Sissi de Robert Dornhelm : François-Joseph Ier d'Autriche
- 2013 : Die Auslöschung : Ernst Lemden
- 2017 : Capelli Code (série télévisée) : Frank Capelli

## Distinctions
- Golden Globes 1986 : Golden Globe du meilleur acteur dans un second rôle pour Out of Africa
- 2014 : Prix Nestroy de Théâtre pour l'ensemble de son œuvre